# 上中里
上中里（日语：／ Kami-nakazato */?）是東京都北區的町名。現行行政地名為上中里一丁目至上中里三丁目。全域已實施住居表示。

## 地理
位於東京都北區東南部，屬瀧野川地區。東臨東田端，南連中里與西原，西接西原與榮町，北通堀船與昭和町。
JR東日本京濱東北線（路線名稱為東北本線）、湘南新宿線（路線名稱為山手貨物線）、東北新幹線通過町內中央，而東北邊有東北本線的尾久支線，西北邊有都電荒川線，京濱東北線、尾久支線、都電荒川線在町內各設有一座車站。
京濱東北線南側的一丁目位在屬於武藏野台地的高地上，北側2丁目～3丁目為隅田川沿岸低地，屬於下町地區。從瀧野川女子學園前通往JR上中里站前，再左彎至平塚神社旁的坂稱作蟬坂或攻坂。坂下的二丁目、三丁目為住宅工廠混雜的區域，東北部大部分是JR東日本尾久車輛中心用地。

### 地價
依據2014年（平成26年）1月1日的公告地價，上中里1-26-10的住宅地價為43萬8000日圓/m2。

## 歷史
1889年（明治22年）町村制施行時，此地屬北豐島郡瀧野川村（1913年町制施行後為瀧野川町）大字上中里。瀧野川町在1932年（昭和7年）編入東京市，為瀧野川區，大字上中里改制上中里町。1947年（昭和22年）瀧野川區與王子區合併成立北區。1953年（昭和28年）町名整理，上中里町一部分成立上中里一丁目、二丁目。
1965年實施住居表示，為現行的上中里一丁目、二丁目，1966年，上中里町剩餘地區實施住居表示，為現行的上中里三丁目。

### 沿革
- 1965年（昭和40年）7月1日 - 實施住居表示（日语：住居表示），成立上中里一丁目、二丁目。
- 1966年（昭和41年）2月1日 - 實施住居表示（日语：住居表示），成立上中里三丁目。

### 町名變遷
| 實施後       | 實施年月日               | 實施前       |
| ------------ | ------------------------ | ------------ |
| 上中里一丁目 | 1965年（昭和40年）7月1日 | 上中里一丁目 |
| 上中里二丁目 | 1965年（昭和40年）7月1日 | 上中里二丁目 |
| 上中里三丁目 | 1966年（昭和41年）2月1日 | 上中里町     |

### 地名由來
因位於中里村的荒川上游一帶而稱上中里。

## 小、中學校學區
區立小、中學校學區請參照下表。
| 町           | 小學校                 | 中學校           |
| ------------ | ---------------------- | ---------------- |
| 上中里一丁目 | 北區立瀧野川小學校     | 北區立飛鳥中學校 |
| 上中里二丁目 | 北區立瀧野川第五小學校 | 北區立堀船中學校 |
| 上中里三丁目 | 北區立瀧野川第五小學校 | 北區立堀船中學校 |

## 交通

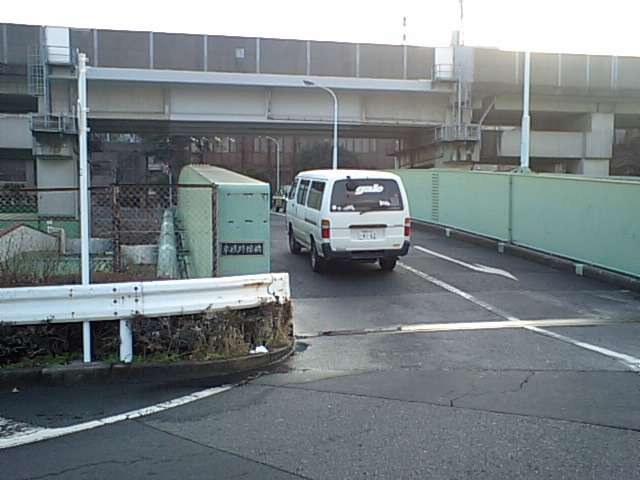
車坂跨線橋

### 鐵道
- JR京濱東北線 ■上中里站
- JR宇都宮線、高崎線 ■尾久站 - 設有出入口。（所在地：昭和町）
- 都電荒川線 ■梶原停留場

### 道路
- 東京都道306號王子千住南砂町線（日语：東京都道306号王子千住南砂町線）（明治通）
- 東京都道455號本鄉赤羽線（日语：東京都道455号本郷赤羽線）（本鄉通）

## 設施、觀光
- 瀧野川女子學園中學校、高等學校（日语：瀧野川女子学園中学校・高等学校）
- 東日本旅客鐵道（JR東日本）尾久車輛中心（日语：尾久車両センター）
- 平塚神社（日语：平塚神社）
- 城官寺
- 平塚亭 - 團子屋。

## 備註
1. ↑  人口統計表（平成26年08月1日現在） 的存檔，存档日期2014-08-19.
2. ↑  .   [2014-08-23]. （原始内容存档于2014-08-26）.
3. ↑  『北區的自然與傳說（35）‐攻坂』1975年8月17日，「北區新聞」收錄
4. ↑  小學校通學區域一覧｜東京都北區 （页面存档备份，存于） 2014年3月8日閲覧。
5. ↑  中學校通學區域一覧｜東京都北區 （页面存档备份，存于） 2014年3月8日閲覧。

35°44′54″N 139°44′50″E / 35.74833°N 139.74722°E